# اولد واردن
اولد واردن (به انگلیسی: Old Warden) یک روستا و محله مدنی در بریتانیا است که در Central Bedfordshire واقع شده‌است. اولد واردن ۲۷۵ نفر جمعیت دارد.